# Neuville-Bourjonval
Neuville-Bourjonval é uma comuna francesa na região administrativa de Altos da França, no departamento de Pas-de-Calais. Estende-se por uma área de 3,15 km². Em 2010 a comuna tinha 169 habitantes (densidade: 53,7 hab./km²).